# مطار غاروي
مطار غاروي (إياتا: GGR، إيكاو: HCGR) هو مطار داخلي يخدم مدينة غاروي في الصومال.

## شركات الطيران
| شركـات طيـران           | الوجهات                                                                       |
| ----------------------- | ----------------------------------------------------------------------------- |
| أفريكان إكسبريس         | مطار بوصاصو، مطار آدم عبد الله الدولي، مطار جومو كينياتا الدولي               |
| الخطوط الجوية الإثيوبية | مطار أديس أبابا بولي الدولي                                                   |
| جوبا للطيران            | مطار بوصاصو، مطار عبد الله يوسف، مطار هرجيسا الدولي، مطار آدم عبد الله الدولي |